# Egyed Mihályné Dévai Julianna
Egyed Mihályné Dévai Julianna, más névváltozatban Fehér Julianna (Decs, 1922 – Szekszárd, 2013. február 18.) magyar szövőasszony, a Népművészet Mestere.

## Élete
1922-ben paraszt családban született Decsen, de élete nagy részében Őcsényben élt. Ahogy a sárközi lányokat általában, őt is már kiskorában tanítgatta szőni az édesanyja. Nagylányként pedig maga is közreműködött stafírungja elkészítésében.
Édesanyjával együtt alapító tagja volt a Sárközi Népi Iparművészeti Szövetkezetnek. Itt elsősorban Werner Andrásnét tekintette mesterének, akinek méltó társa is lett a szövetkezet művészeti munkásságában. Együtt igyekeztek a megrendelők igényeit összeegyeztetni a sárközi mintakincs lehetőségeivel, ügyelve arra, hogy megőrizzék az eredeti hagyományokat. Tervező és alkotó tevékenységéért, továbbá kiemelkedő szövő tudásáért 1980-ban megkapta a Népművészet Mestere díjat, 1981-ben a Sárközi-emlékdíjat.
2013. február 18-án hunyt el Szekszárdon. Az őcsényi katolikus temetőben helyezték örök nyugalomra.
A Tolna Megyei Értéktár 2015-ben kulturális örökséggé nyilvánította Egyed Mihályné Dévai Juliannát és munkásságát.